# Чандрасекарова граница
Чандрасекарова граница или Чандрасекаров лимит је константа у астрофизици и уобичајено износи 1,4 масе Сунца. Вредност ове константе варира зависно од узетих апроксимација, а вредност коју је рачунао Чандрасекар износи:
{\displaystyle {\frac {\omega _{3}^{0}{\sqrt {3\pi }}}{2}}\left({\frac {\hbar c}{G}}\right)^{3/2}{\frac {1}{(\mu _{e}m_{H})^{2}}}.}
где је μe просечна молекуларна тежина електрона, {\displaystyle m_{H}} маса атома водоника, {\displaystyle \pi } број Пи, {\displaystyle \omega _{3}^{0}\approx 2,018236} константа повезана са решењем Лејн-Емден једначине, {\displaystyle \hbar } Планкова константа, c брзина светлости, G или γ гравитациона константа.
Чандрасекаров лимит изузетно је битан у еволуцији једне звезде. Наиме, уколико је маса звезданог језгра мања од Чандарсекаровог лимита у тренутку када звезда потроши све нуклеарно гориво, односно онда када нема више водоника у језгру, а нема довољно енергије да започне фузију из хелијума, тада звезда почиње да колапсира под утицајем гравитационе силе. На крају настаје бели патуљак. Уколико је маса језгра већа од Чандарсекаровог лимита, а мања од 3 масе Сунца, првобитно настаје црвени џин, а када почне гравитациони колапс настају нова или супернова. Гравитационом колапсу језгра маса већих од три масе Сунца претходи експлозија супернове. На крају еволуције, звезде средњих маса постају неутронске звезде, при већим масама, настаје црна рупа.